# Jeremy Soule
Jeremy Soule (19 de diciembre de 1975, Keokuk, Iowa) es un compositor estadounidense de música para películas, televisión y videojuegos. Ha compuesto la banda sonora para más de 60 videojuegos y otra docena de trabajos durante su carrera y es muy conocido por sus trabajos en las sagas de videojuegos The Elder Scrolls, Guild Wars y otras series de gran éxito como Total Annihilation, Neverwinter Nights, Dungeon Siege y Harry Potter. Tras obtener un máster en composición musical después de completar los estudios secundarios, entró a trabajar en Square en 1994.
Después de componer la banda sonora de Secret of Evermore, Soule dejó Square para trabajar en Humongous Entertainment, donde compuso la música para varios videojuegos como Total Annihilation, su primera y premiada partitura. Soule dejó la empresa para fundar la suya propia, Soule Media, en el año 2000 (ahora llamada Artistry Entertainment). A través de su compañía Soule ha creado varias bandas sonoras premiadas, incluyendo Icewind Dale, la serie de videojuegos de Harry Potter, The Elder Scrolls III: Morrowind, The Elder Scrolls IV: Oblivion y The Elder Scrolls V: Skyrim. En el 2005, Soule fundó DirectSong, un sello discográfico que publica versiones digitales sin gestión digital de derechos de sus creaciones como también las de compositores clásicos.
Las obras de Soule han sido interpretadas en varios conciertos en vivo como el Symphonic Game Music Concert en Alemania y la serie de conciertos internacionales Play! A Video Game Symphony. Mientras muchas de sus obras son orquestales en naturaleza, él se considera un «practicante de música», o alguien que crea música en general en vez de un solo tipo de música. Muchas de las bandas sonoras de Soule han sido creadas con la ayuda de su hermano, Julian Soule, quien trabaja para Artistry Entertainment.
Las composiciones de Soule suelen ser consideradas de las mejores en la industria de los videojuegos, y son comparadas en calidad con las orquestales de muchas películas. Soule crea buena parte de su música de manera digital emulando el sonido de una orquesta con tanta calidad que a menudo no se distingue de las auténticas, aunque también trabaja frecuentemente con coros y orquestas, como la Filarmónica de Londres, la Sinfónica de Northwest, y la Filarmónica de Praga, al igual que con Pinewood Singers. Muchas de sus canciones se pueden comprar en Directsong.

## Obras destacadas
- Armies of Exigo
- Amen: The Awakening (Totalmente orquestral / Juego cancelado)
- Azurik: Rise of Perathia (Juego de lanzamiento de Xbox / Grabado en Praga)
- Baldur's Gate: Dark Alliance
- Company of Heroes
- Dungeon Siege
- Dungeon Siege II
- The Elder Scrolls III: Morrowind (2002)
- The Elder Scrolls IV: Oblivion (2006)
- The Elder Scrolls V: Skyrim (2011)
- Giants: Citizen Kabuto
- Guild Wars Prophecies
- Guild Wars Factions
- Guild Wars Nightfall
- Guild Wars Eye of the North
- Guild Wars 2
- Harry Potter y la piedra filosofal (Videojuego)
- Harry Potter y la cámara secreta (Videojuego / Grabado en los Estudios Phoenix )
- Harry Potter y el prisionero de Azkaban (Videojuego / Grabado en Air Lyndhurst)
- Harry Potter y el cáliz de fuego (Videojuego / Grabado en Air Lyndhurst)
- Harry Potter: Quidditch Copa del Mundo (Videojuego / Grabado en Air Lyndhurst)
- Icewind Dale
- IL-2 Sturmovik: Birds of Prey
- Una serie de catastróficas desdichas de Lemony Snicket (Videojuego)
- Natural Selection (Modificación de Half-Life)
- Neverwinter Nights
- Prey
- Secret of Evermore (Único título de Squaresoft que ha utilizado un compositor estadounidense)
- Star Wars: Caballeros de la Antigua República (La música de Soule también se ha utilizado en Star Wars: Caballeros de la Antigua República 2: Los Señores Sith)
- Star Wars: Bounty Hunter
- Sovereign (Totalmente orquestral / Juego cancelado)
- Supreme Commander
- Total Annihilation (Grabado en Seattle)
- Total Annihilation: Core Contingency
- Total Annihilation: Kingdoms
- Unreal II: The Awakening
- Warhammer: Mark of Chaos
- Warhammer 40.000: Dawn of War
- World of Warcraft: Mists of Pandaria [2012]

## Nominaciones
- Premios BAFTA, en la categoría "Best Score, Game Music": Nominado por la banda sonora de Harry Potter y el prisionero de Azkaban
- Game Industry News, en la categoría "Game Soundtrack of the Year": Nominado por la BSO de The Elder Scrolls III: Morrowind
- Academy of Interactive Arts & Sciences, en el año 2003, en la categoría "Outstanding achievement in original music composition": Nominado por la banda sonora de The Elder Scrolls III: Morrowind
- Academy of Interactive Arts & Sciences, en el año 2001, en la categoría: "Outstanding achievement in original music composition": Nominado por la banda sonora del videojuego de Harry Potter y la piedra filosofal

## Premios
- IGN.com "Best Music Award" por la banda sonora de IceWind Dale
- "Gamespot Best Music Award 2000" por la banda sonora de Icewind Dale
- "Gamespot Best Music Award 1997" por la banda sonora de Total Annihilation
- "Premios BAFTA" en el año 2003, en la categoría de "Best Score, Game Music" por la banda sonora de Harry Potter y la cámara secreta
- "MTV Video Music Award", 2006, en la categoría de "Best Video Game Score" por la banda sonora de The Elder Scrolls IV: Oblivion